# Hans Werner von Aufseß
Hans Werner von Aufseß, född 31 januari 1909 i Scheinfeld, död 29 maj 1978 i Aufseß, var en tysk promoverad jurist, SS-Sturmbannführer och skriftställare.

## Biografi
von Aufseß studerade rättsvetenskap vid Münchens universitet från 1927 till 1931. Året därpå promoverades han till juris doktor vid Erlangens universitet. von Aufseß inträdde i Nationalsocialistiska tyska arbetarepartiet (NSDAP) och Schutzstaffel (SS) 1931.
Mellan 1936 och 1939 var von Aufseß personlig rådgivare åt Walther Darré, riksminister för näring och jordbruk. Från 1940 till andra världskrigets slut 1945 tjänstgjorde von Aufseß i Wehrmacht. År 1947 avlade von Aufseß vittnesmål inom ramen för Nürnbergrättegångarna.
Både före och efter andra världskriget publicerade von Aufseß rese- och naturguider.